# Wyche Fowler

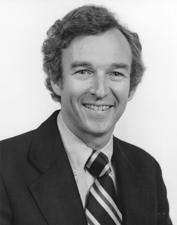
Wyche Fowler

William Wyche Fowler Jr. (* 6. Oktober 1940 in Atlanta, Georgia) ist ein US-amerikanischer Politiker (Demokratische Partei). Er vertrat den Bundesstaat Georgia in beiden Kammern des Kongresses.
Wyche Fowler besuchte zunächst das Davidson College in North Carolina. Danach diente er in der US Army, in deren Nachrichtendienst er tätig wurde. Nach seinem Abschied vom Militär erwarb er seinen juristischen Abschluss an der Law School der Emory University in Atlanta; im Anschluss war er von 1965 bis 1966 als Stabschef des Kongressabgeordneten Charles Weltner tätig. Er gab diesen Posten auf und eröffnete eine private Anwaltskanzlei.
Zwischen 1974 und 1977 saß Fowler im Stadtrat von Atlanta. Dieses Mandat wurde für ihn zum Sprungbrett in den Kongress: Am 5. April 1977 gewann er die Nachwahl um den Sitz, der durch Andrew Youngs Rücktritt vakant geworden war. Mehrere Bestätigungen durch die Wähler folgten, ehe sich Fowler bei der Wahl 1986 um ein Mandat im Senat der Vereinigten Staaten bewarb. Er siegte gegen den republikanischen Mandatsinhaber Mack Mattingly, woraufhin er am 3. Januar 1987 in den Senat einziehen konnte. Während seiner sechsjährigen Amtsperiode galt er als liberal in sozialen Fragen und als moderat bei Angelegenheiten der Wirtschaft sowie der nationalen Sicherheit. 1992 trat Fowler zur Wiederwahl an, unterlag aber dem republikanischen Staatssenator Paul Coverdell. Zwar errang Fowler im ersten Wahlgang die Mehrheit, allerdings keine absolute; ein Kandidat der Libertarian Party verbuchte einen hohen Stimmenanteil. So kam es zu einer Stichwahl am 11. November 1992, die Coverdell knapp für sich entschied.
Unter Präsident Bill Clinton fungierte Wyche Fowler zwischen 1996 und 2001 als Botschafter der Vereinigten Staaten in Saudi-Arabien, wo er Nachfolger von Ray Mabus wurde. Danach trat er in eine Anwaltskanzlei ein; zudem gehört er den Leitungsgremien mehrerer Einrichtungen an, darunter das Carter Center an der Emory University. Er wurde ferner Vorsitzender des Middle East Institute mit Sitz in Washington, D.C.